# Лильеберг, Ребекка
Ребекка Монстроле Лильеберг (швед. Rebecka Månstråle Liljeberg; род. 13 мая 1981, Turinge) — шведская актриса.

## Биография
Ребекка Лильеберг родилась 13 мая 1981 года, когда её матери Кристине было 18 лет, а её отцу Юрки (Jyrki) — 24 года. Ребекка наполовину финка, наполовину шведка. У неё есть брат Самуэль (Samuel), родившийся в 1992 году, и две сестры — Осе (Åse) (1993 года рождения) и Клаудия (Claudia) (1988 года рождения). Она выросла в Нюнесхамне (Nynäshamn), пригороде Стокгольма. На самом деле она жила ещё во многих маленьких городках, в основном поблизости от Стокгольма, Эльвшё(Älvsjö), Багармоссене (Bagarmossen), Нюнэсхамне, Мариефреде (Mariefred) и в 8-10 других местах. Она училась в нескольких школах в Стокгольме и Нюнэсхамне, пока её семья жила там несколько лет. Они много переезжали, в возрасте 15 лет Ребекка оставила дом, чтобы поселиться в Стокгольме.
В период между 1993—1997 годами она работала с любительской группой театра 'Nynäshamns Ungdoms Teater' (Молодёжный театр Нюнэсхамна).
В кино она попала после того, как группа кастинга (casting directors) побывала в её школе.
Впервые снялась в 9 лет в шведском телесериале Рождество Суне/Sunes jul в роли Софи Бликст.
В 1997 году она снимается в главной роли в короткометражном фильме Närkontakt (досл. Близкий контакт).
В 1998 году она снимается в главной роли в фильме Покажи мне любовь / Fucking Åmål (Чёртов Омоль, Åmål — городок на юго-западе Швеции), после чего получает широкую известность. В последующие 2 года она снимается в четырёх фильмах и двух сериалах, играя как главные, так и второстепенные роли. В 2002 году сыграла главную роль в фильме Сергея Бодрова-старшего Медвежий поцелуй. Это был её первый англоязычный фильм.
Несмотря на это, Ребекка не собирается посвятить жизнь актёрской карьере, не называет себя актрисой и планирует стать врачом. По данным октября 2005 года она учится на педиатра в Каролинском институте, Стокгольм, Швеция.
Ребекка живёт в фактическом браке с Александром Шеппом. В июне 2002 года у них родился сын Гарри Теодор. Первого января 2005 года родилась дочь Вера.

## Фильмография
- 1991 — Sunes jul — Sophie
- 1997 — Närkontakt — Nina
- 1998 — Längtans blåa blomma — Mally Marelius
- 1998 — Покажи мне любовь / Fucking Åmål — Agnes Ahlberg
- 1998 — Lithivm
- 1999 — Sherdil — Sanna
- 1999 — Där regnbågen slutar — Sandra
- 2000 — Födelsedagen — Sandra
- 2000 — Skärgårdsdoktorn — Robin
- 2000 — Ева и Адам / Eva & Adam — Frida
- 2002 — Медвежий поцелуй / Bear’s Kiss  — Лола
- (????) — OP:7 телесериал